# Amnihayesomyia ikawensis
Amnihayesomyia ikawensis är en tvåvingeart som beskrevs av Niitsuma 2007. Amnihayesomyia ikawensis ingår i släktet Amnihayesomyia och familjen fjädermyggor. Inga underarter finns listade i Catalogue of Life.